# Bossacucanova
Bossacucanova é uma banda brasileira fundada em 1997 pelo baixista Marcio Menescal (filho do pioneiro da Bossa Nova Roberto Menescal), pelo tecladista e engenheiro de som Alex Moreira e pelo DJ Marcelinho da Lua. Combinando a Bossa nova tradicional com a música eletrônica o grupo alcançou tamanho sucesso em seus discos que se desdobrou em uma banda de êxito internacional, com passagens por festivais consagrados e palcos famosos como o Roskilde, North Sea Jazz, Hollywood Bowl, Womad, entre outros.
Um dos feitos mais notáveis do grupo foi ter sido nomeado a um Grammy Latino em 2002 de Melhor Álbum Pop Contemporâneo Brasileiro para Brasilidade. O último trabalho, Nossa Onda É Essa (Coqueiro Verde/Six Degrees), alcançou o topo da parada do iTunes World Chart nos Estados Unidos no segundo dia do lançamento e o cobiçado posto de "Today's Top Tune" na KCRW, a maior rádio universitária da Califórnia, com a música 'Balança! Não Pode Parar.'
O BossaCucaNova, em disco, contou com a participação de artistas como Adriana Calcanhotto, Zuco 103, Os Cariocas, Lulu Santos, Rita Lee, Léo Gandelman, Jota Quest, Wanda Sá, Elza Soares, Trio Mocotó, Maria Rita, Emílio Santiago, Eliane Elias, Teresa Cristina, Claudia Telles, Marcos Valle, Ed Motta, Oscar Castro-Neves e Simoninha.
No palco contam com a participação de Cris Delanno (voz, flauta e teclados), do guitarrista Flávio Mendes, do saxofonista Rodrigo Sha e do percussionista Dado Brother.

## Discografia
- 1999 - Revisited Classics
- 2001 - Brasilidade
- 2004 - Uma Batida Diferente
- 2005 - Ipanema Lounge
- 2008 - Bossacucanova Ao Vivo
- 2012 - Nossa Onda É Essa
- 2014 - Our Kind of Bossa